# História da Fórmula 1
A história da Fórmula 1 tem início com as competições de Grandes Prêmios disputadas na Europa, no início do século XX. Apenas durante a Segunda Guerra Mundial, houve uma pausa. As competições de Grande Prêmio recomeçaram logo após o fim do conflito, em 9 de Setembro de 1945, prosseguindo até a atualidade, sem interrupções.

## Ano de 1950: O início

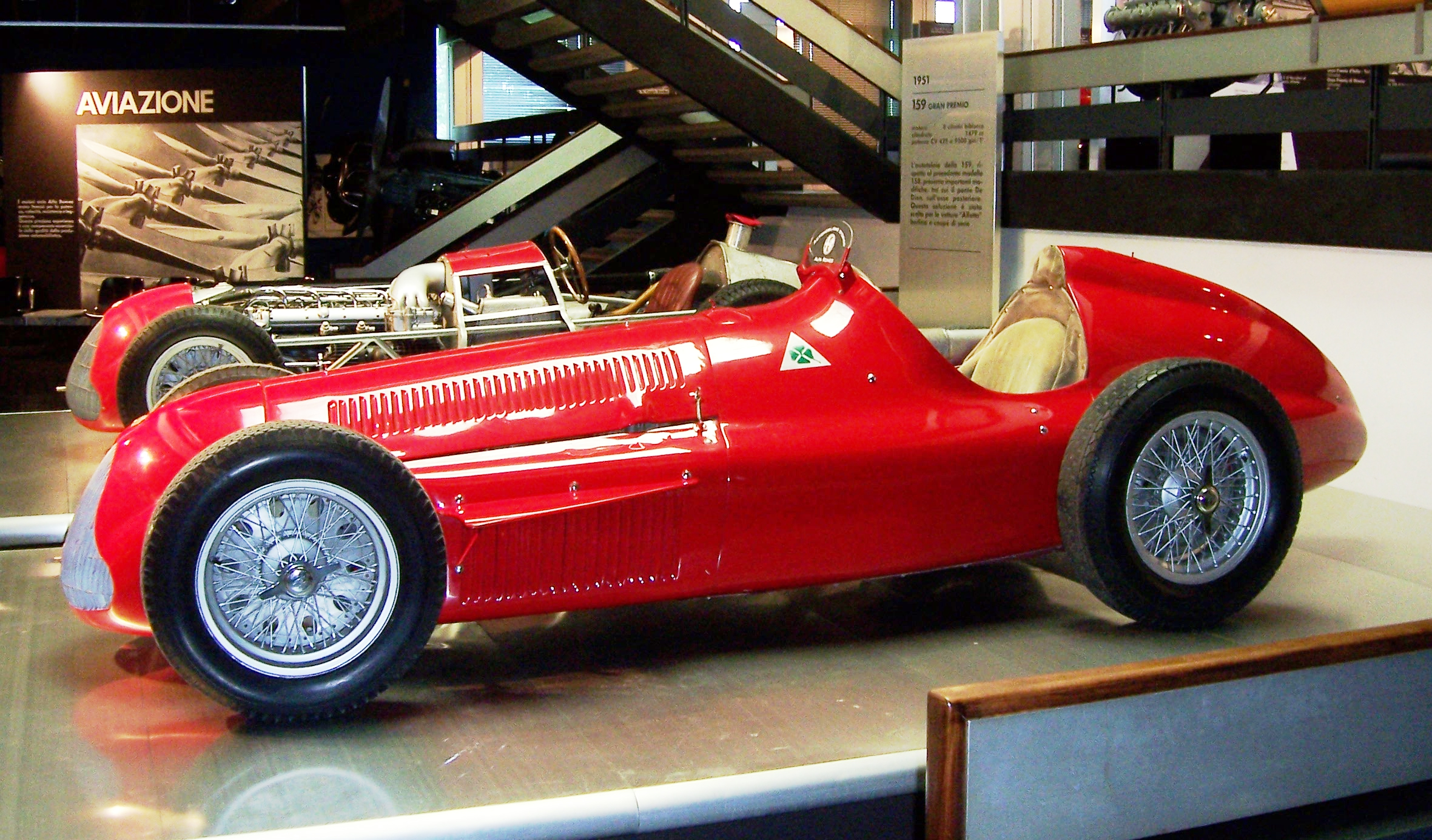
Um dos primeiros carros usados em corridas. Propriedade da compania Alfa Romeo, usado na temporada de 1950 em Silverstone na Inglaterra.

Seguindo os dirigentes do automobilismo, a FIA (Federação Internacional de Automobilismo) anunciou a prova inaugural do campeonato mundial de F-1, em um sábado, 13 de maio de 1950 no Circuito de Silverstone, na Inglaterra, para não coincidir com um culto religioso local.
O campeonato anunciado compreendia 6 GPs a serem disputados na Europa: Inglaterra, Mônaco, Suíça, Bélgica, França e Itália, e seria ainda adicionado o resultado das 500 Milhas de Indianápolis, tornando, dessa maneira, um campeonato "mundial" (apesar do fato de que os carros, equipes e pilotos que competiam nos EUA serem completamente diferentes dos da Europa).
Devido às dificuldades do pós-guerra, os carros eram todos do pré-guerra. Permitiu-se a participação de carros com motores superpressurizados até 1,5 litro ou com motores aspirados de 4,5 litros. A confirmação da presença da Alfa Romeo foi determinante para o momento. Sua participação com as Alfettas, dominantes na época, trouxe prestígio para o campeonato. Confirmaram presença a Ferrari (mas os carros não ficaram prontos para a prova inaugural), Maserati, algumas "Voiturettes" ERA e carros esportivos modificados, como os Talbots.
Seriam descartados os 3 piores resultados das 7 corridas disputadas. A pontuação era assim dividida: 8 pontos para o primeiro colocado; 6 para o segundo; 4 para o terceiro; 3 para o quarto; 2 para o quinto colocado e um ponto para o piloto que marcasse a volta mais rápida da prova.
A prova inaugural em Silverstone contou com um público de 100.000 pessoas estimadas, além da presença do Rei George VI, a Rainha Elizabeth e a princesa Margareth.
Após o domínio nos dois primeiros anos das Alfettas e as antigas voiturettes, a Ferrari apresenta um carro vencedor com motor de 4,5 litros e domina completamente os anos de 1952 e 1953, dando a Alberto Ascari o título de bicampeão. Neste momento, a Alfa, que competia ainda com as Alfettas (projeto do pré-guerra) não tinha recursos financeiros para investir no desenvolvimento de um novo projeto e decide abandonar a categoria.
Em 1954, a Mercedes-Benz retorna ao esporte com um carro perfeito que deu a Juan Manuel Fangio mais 2 títulos, tornando-se tricampeão mundial. Os carros são menores, com motores de 2,5 litros. Ao final de 1955, a Mercedes abandona as competições em razão da tragédia de Le Mans ocorrida naquele ano, quando mais de 80 espectadores morreram quando a Mercedes de Pierre Levegh projetou-se sobre a multidão. Neste momento, a Ferrari contrata Fangio, que conquista o quarto título na F-1. Em 1957, ele conquista seu quinto (e último) título pela Maserati.
Em 1955, a Vanwall, primeira equipe inglesa de F-1, apresenta um carro originalmente concebido para a Fórmula 2 de 2,0 litros, porém equipado com freios a disco e injeção de combustível. Nesse mesmo ano a Cooper inova com o 1o carro com motor traseiro, e mostrava como seria o futuro dos carros da F1. Em 1956, a Vanwall apresenta o motor de 2,5 litros e um novo chassi concebido por Colin Chapman, que nesta época desenvolvia carros esporte para a Lotus. Após algumas modificações introduzidas na suspensão por Chapman e a contratação de um especialista em carrocerias, Frank Costin, o carro da Vanwall tornou-se extremamente competitivo. Para brigar pelo campeonato foram contratados 2 excelentes pilotos: Stirling Moss e Tony Brooks. Assim, a Vanwall se tornou a primeira equipe campeã de construtores em 1958.
Em 1958, a Cooper apresenta um pequeno carro (baseado nos modelos da Fórmula 3 de 500cc) com motor de fabricação própria, montado na parte traseira, com um acentuado índice de avanço técnico comparado aos carros da época. Este carro marcou os modelos da década que se iniciava já sendo campeão de construtores e de pilotos, com o australiano Jack Brabham, em 1959 e 1960.

### As cores dos carros
As cores tradicionais dos carros no início da Fórmula 1 eram: o verde para as equipes inglesas, o vermelho para as italianas, o azul para as francesas, o prateado alemão e o branco japonês. Nessa época, a F-1 era essencialmente um esporte, e o mercantilismo ainda não tinha tomado conta. As equipes eram mantidas com ajuda das empresas de petróleo e fabricantes de pneus. Essa obrigação durou até 1968.

### A primeira mulher
No ano de 1958, pela primeira vez a Fórmula 1 teve uma mulher piloto alinhando no grid. Foi a italiana Maria Teresa de Filippis. Ela tentou se classificar para 5 grandes prêmios, quatro deles pela equipe Maserati e um pela Porsche. Classificou-se para três deles. Sua melhor atuação foi em sua segunda corrida, na Bélgica em 1958, quando largou na 15ª colocação e terminou na 10ª.

## Anos 1960

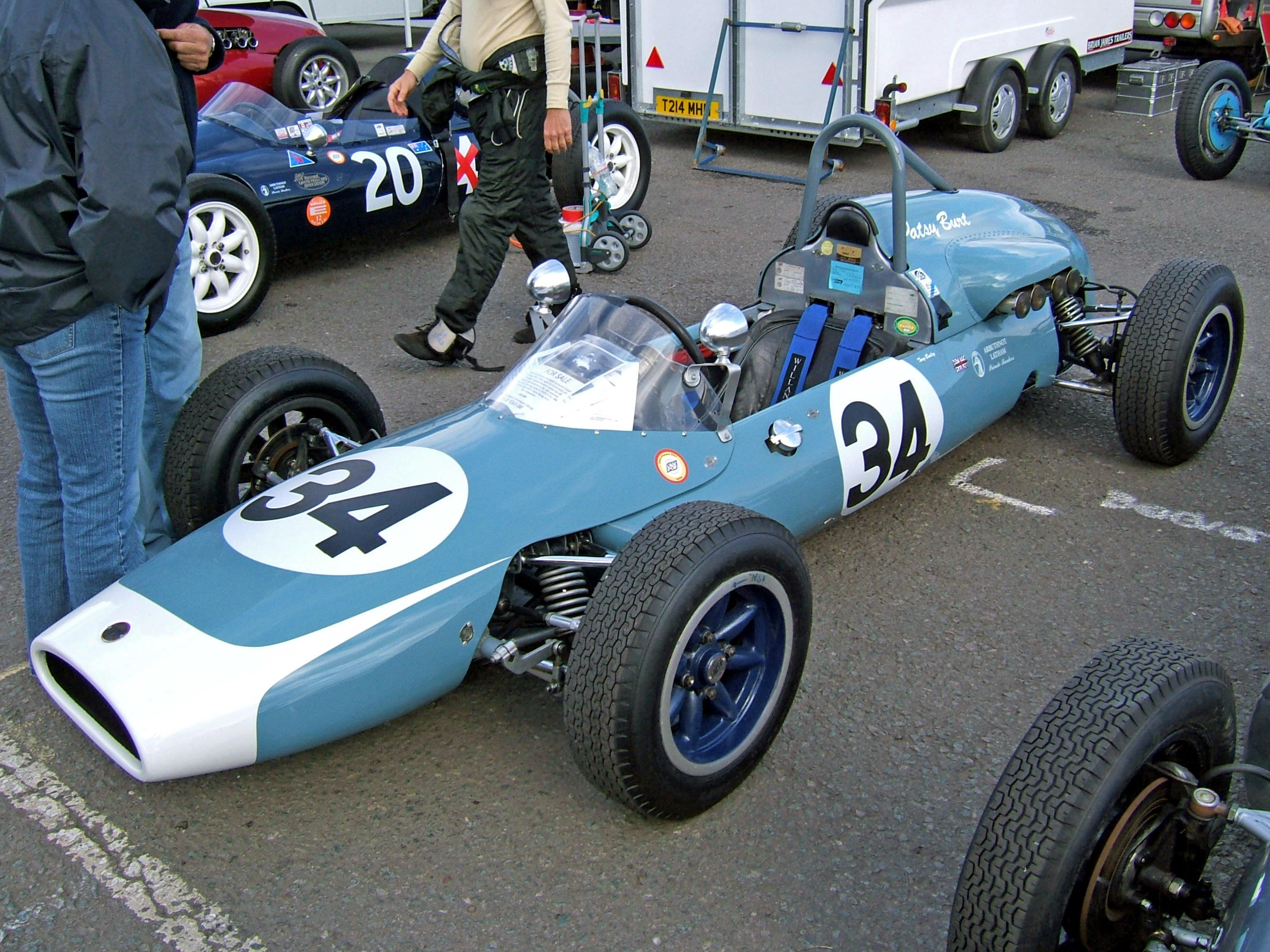
Um Cooper de 1960, usado por Jack Brabham em seu bicampeonato.

Devemos, antes de tudo, ter cuidado ao analisar este período sem o romantismo que temos costume de enxergar estes anos, pois senão corre-se o risco de não dar o valor merecido a este importante momento da categoria. Nos anos 1960 ocorreram as mais profundas mudanças na Fórmula 1. Foi o grande momento para os entusiastas (também chamados na época de garagistas, com um tom de menosprezo pelas grandes fábricas). Consolidou-se o motor traseiro, a tecnologia de 4 válvulas por cilindro, Chapman iniciou uma nova era com o monocoque e a maior das descobertas: a aerodinâmica. Diferentes asas e spoilers apareceram a partir de 1967, mas, após 1968 é que aconteceu uma revolução neste campo.
A década começou com motores gerando 200 hp e terminou com carros equipados com o motor Cosworth DFV chegando a desenvolver 430 hp, o que determinou um avanço no desenvolvimento dos pneus que se tornavam cada vez mais largos, mas ainda providos de sulcos. Mas os pilotos já percebiam que com o desgaste nem sempre se perdia em aderência, e já no início de 1970 os primeiros pneus slick apareceram.
No campo da propaganda, esta época foi decisiva para o futuro das competições na Fórmula 1 como conhecemos hoje. A Lotus se juntou a uma empresa de tabaco em 1968, e criou a equipe Gold Leaf Lotus, com carros pintados de vermelho, branco e dourado, o que fez desaparecer o tradicional verde britânico. As competições se transformaram num meio comercial.
Mas os anos 1960 também trouxeram muitas mortes nas pistas. Jackie Stewart passou a exigir mais segurança na Fórmula 1. Tudo começou num gravíssimo acidente que ele sofreu em 1966 na pista belga de Spa-Francorchamps. Uma tempestade atingiu o circuito, e deixou seco somente o grid de largada. Na rápida Masta Straight, a BRM de Stewart girou e caiu em uma vala, e ele ficou preso no carro com o macacão encharcado de gasolina, enquanto Graham Hill e Bob Bondurant tentavam desparafusar o volante para poderem retirar Stewart de dentro do monocoque avariado. A partir daí, disse que não correria na equipe se não tivesse segurança no carro. Foi ele que idealizou o capacete que cobre toda a cabeça do piloto e do macacão antichamas. A partir daí, ele chegou a ser ridicularizado por aqueles que achavam que as competições deviam ser um esporte de riscos. Ficou, inclusive, conhecido como homem vacilante, mas se tornou campeão do mundo por 3 vezes.
O ano de 1960 registrou a última vitória de um carro com o motor de 2,5 litros montado à frente do piloto na Fórmula 1, uma Ferrari pilotada por Phil Hill, na pista inclinada de Monza. A Cooper se tornou campeã de construtores e seu piloto, Jack Brabham, o campeão dos pilotos, assim como acontecera em 1959.
A partir de 1961, os dirigentes da Fórmula 1 optaram pelos motores de 1,5 litro, o que trouxe de volta o domínio dos carros vermelhos da Ferrari de nariz de tubarão. Phil Hill se tornou campeão de 1961 com 5 pontos de vantagem sobre Wolfgang von Trips, também da Ferrari, que se sagrou campeã entre os construtores. Entretanto, a conquista ferrarista foi ofuscada pela trágica morte de Von Trips, em plena Monza.
Em 1962, os ingleses reagiram e as equipes BRM (campeã de construtores e pilotos, com Graham Hill em 1962) e Lotus (campeã em 1963) passaram a dominar o circuito. Em 1964, a Ferrari retoma o título de construtores e pilotos com John Surtees (que já tinha 7 títulos de Motovelocidade nas 350cc e 500cc quando foi para a Fórmula 1). A Lotus venceu o campeonato de 1965, novamente com Jim Clark, tendo conquistado o título individual, como já havia ocorrido em 1963.
Em 1966, a Fórmula 1 passou a contar com motores de 3,0 litros, mas os motores de até 1,5 litro superpressurizados também eram permitidos (mas foi ignorado na época). Jack Brabham conquistou seu terceiro e último título de campeão de Fórmula 1, mas registrou um feito até os dias de hoje único: foi campeão de construtores e pilotos tendo fabricado o próprio carro! Em 1967, a Brabham vence o campeonato, mas desta vez o piloto neozelandês Denny Hulme supera "Old Jack" por 3 pontos e conquista o título.
Graham Hill venceu o campeonato de 1968, e a Lotus foi a campeã dos construtores, mas o ano ficou marcado pela morte de Jim Clark, no dia 7 de Abril, em uma prova de F-2 em Hockenheim. Tal qual 26 anos após, em Ímola, o mundo do esporte ficou terrivelmente abalado. Após sua morte, Jackie Stewart iniciou a cruzada pela segurança no esporte. A temporada de 1968 também marcou pelo começo da utilização dos aerofólios na F1 pela equipe Lotus.
1967 marcou a entrada na Fórmula 1 do potente motor Ford-Cosworth DFV, que exerceu domínio na F1 tendo sido usado até 1985 e tendo conquistado 10 títulos. Correndo pela equipe francesa Matra, Stewart conquista seu primeiro título, dando à Matra sua única conquista entre os construtores.

## Anos 1970

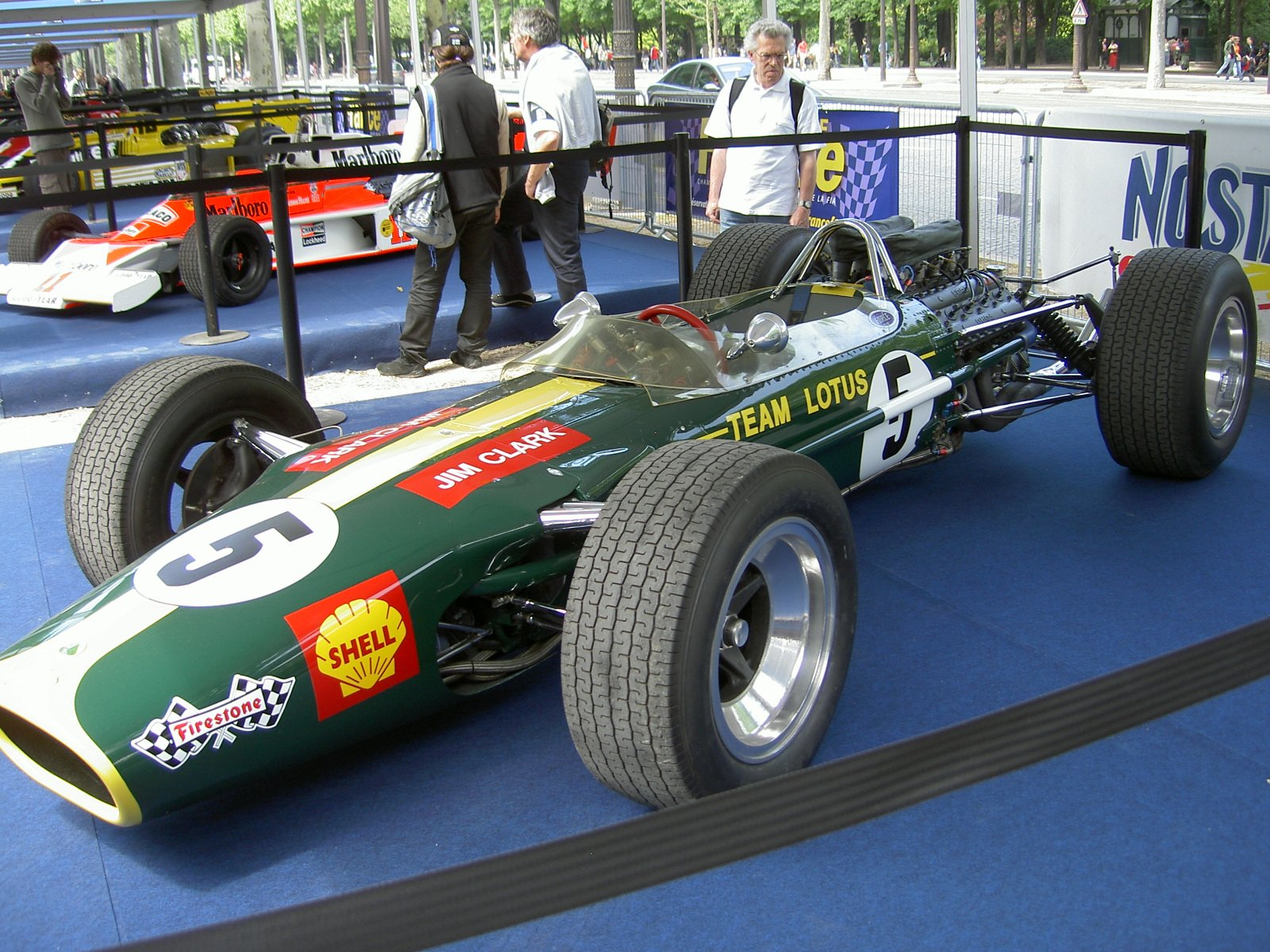
Lotus usada na década de 60.

Não podemos analisar a década de 1970 na F1 sem falarmos de Bernie Ecclestone, Colin Chapman, o motor V8 Ford-Cosworth DFV e a equipe Renault.
No ano de 1971, Ecclestone comprou a equipe Brabham pela quantia de £100.000. Em 1972 assumiu a direção de uma organização criada pelas equipes inglesas, a FOCA (Formula One Constructor´s Association), com o objetivo de negociar suas participações junto aos organizadores das competições. Os proprietários dos circuitos tinham até o final dos anos 1960 toda vantagem comercial nas negociações, chegando a controlar a receita das equipes e deter poder político dentro da CSI (Commision Sportif Internationale) - subcomissão esportiva da FIA. Ecclestone unificou a Fórmula 1 e criou condições para a realização das competições que os proprietários de circuitos tiveram que aceitar, anulando o poder que estes detinham até então. Em 1979, Ecclestone foi o escolhido pela FIA para negociar e administrar os direitos de transmissão de TV.
No final da década de 1960, os fabricantes de carros concentravam seus investimentos em carros esportivos, mas com a introdução do motor Ford-Cosworth DFV em 1967, as equipes podiam concentrar atenção e verba no desenvolvimento de chassis; O DFV estava disponível a qualquer equipe pelo custo de £7.500 por unidade. Em 1974 as únicas equipes que não o utilizavam eram a Ferrari e a BRM. O crescente aumento de audiência na TV criou um atrativo para patrocinadores, inicialmente os que não faziam parte da indústria automobilística, como o segmento tabagista. Não tardou para os fabricantes de carros voltarem a participar da F1.
Em 1977, a Renault retornou às corridas de Grande Prêmio (após ter se retirado em 1906), com o projeto de fazer do motor turbo um vencedor na Fórmula 1, que já era desenvolvido em corridas de carros esporte e endurance, como Le Mans. O V6 Turbo francês, que produzia mais de 500 HP, preocupava as equipes que utilizavam (sem outra alternativa) o Cosworth DFV e quando em 1978, Colin Chapman descobriu o efeito-solo (compensar a falta de potência prendendo o carro ao solo), deu uma sobrevida de mais 6 anos ao DFV. A Renault obteve seu primeiro triunfo em julho de 1979, com a vitória de Jean-Pierre Jabouille no GP da França, marcado pelo antológico duelo entre René Arnoux e Gilles Villeneuve.
Os anos 1970 também revolucionaram a fabricação dos pneus. Em 1971, foram adotados os pneus Slick (sem sulcos), que alguns pilotos ainda achavam que seriam escorregadios, e quando do retorno da Renault em 1977, a Michelin foi sua parceira no fornecimento de pneus, utilizando, pela primeira vez na Fórmula 1, os pneus Radiais. O sucesso foi imediato. Já em 1978, a Ferrari trocou a Goodyear (com tradicionais pneus de lonas diagonais) pelos radiais da Michelin.
No que tange à competição na pista, a década começou com um acontecimento curioso, ligado a um fato triste: o campeão da temporada de 1970 foi o austríaco Jochen Rindt, que é até hoje o único campeão póstumo da categoria. Apesar de ter iniciado sua carreira na Fórmula 1 em 1964, somente em 1969 teve um carro a altura de seu talento, quando veio a primeira vitória. Na temporada de 1970, foram 5 vitórias quando em uma sessão de treinos em Monza, entrou forte na Parabólica e perdeu o controle da Lotus, o que causou sua morte instantânea. Rindt tinha 45 pontos nesta altura da temporada, e com o resultado da prova de Monza Clay Regazzoni (31 pontos), Jack Brabham (25 pontos), Stewart (25 pontos), Hulme (23 pontos) e Jacky Ickx (19 pontos) entraram na briga pelo título com 3 provas a disputar e 18 pontos em jogo. Na prova seguinte, no Canadá, Brabham, Stewart e Hulme abandonaram e se despediram da disputa do título. A próxima corrida seria disputada em Watkins Glen e Ickx, que havia vencido no Canadá, precisava de vencer esta e a última corrida, no México, e Regazzoni, 2°colocado no Canadá, precisava de 1 vitória e um segundo lugar, mas Ickx chegou em 4º, Regazzoni não marcou nenhum ponto e desta forma a temporada estava decidida. Com uma vitória no México, Ickx tornou-se o vice-campeão e Regazzoni, que chegou em 2º na última prova, ficou com a terceira colocação no campeonato. Vale aqui o registro que o GP da Grã-Bretanha, o sétimo de um total de treze, marcou a estreia daquele que abriu as portas para os pilotos brasileiros na Europa: Emerson Fittipaldi, que na sua temporada de estreia já venceu sua primeira corrida, o G.P. dos Estados Unidos, em Watkins Glen.
A temporada de 1971 foi inteiramente dominada por Jackie Stewart, que viria a se tornar o maior piloto daquela década - mesmo com a estreia de Niki Lauda, guiando um Tyrrell 003. Ao final da temporada, Stewart fechava com 62 pontos, contra apenas 33 pontos de Ronnie Peterson, com 6 vitórias e um 2º lugar em 11 provas disputadas.
1972 foi o ano de Fittipaldi. Com 5 vitórias, 2 segundos lugares e um terceiro, somou 61 pontos, sagrou-se campeão com 2 provas de antecedência. Com 45 pontos e 5 vitórias, coube a Stewart o vice-campeonato e com 39 pontos Denny Hulme ficou em terceiro. Emerson se tornou o mais jovem campeão do mundo com 25 anos, estatística que foi batida somente em 2005 por Fernando Alonso.
Em 1973, Stewart deu o troco e conquistou seu terceiro e último título mundial de Fórmula 1. Com 5 vitórias, 2 segundos, 1 terceiro, 2 quartos e 2 quintos lugares (não marcou em apenas 2 provas) somou 71 pontos, 16 a mais que Emerson, o vice-campeão. Ronnie Peterson, companheiro de Fittipaldi na Lotus, ficou em terceiro, a apenas 3 pontos do brasileiro. No GP da África do Sul, o terceiro da temporada, mais um brasileiro estreou na F-1: José Carlos Pace, que somou 3 pontos no ano. 1973 marcou também a aposentadoria de Stewart, aos 34 anos, após 9 temporadas, 101 GP's, 27 vitórias, 17 poles e 15 voltas rápidas. A Tyrrell Racing jamais seria forte novamente.
A temporada de 1974 também foi muito disputada e faltando 2 provas para o final, Clay Regazzoni (Ferrari) tinha 46 pontos, Emerson Fittipaldi (que trocou a Lotus pela McLaren) tinha 43 pontos, Jody Scheckter (Tyrrell) tinha 45 e Niki Lauda (Ferrari) somava 38. A prova a seguir seria disputada no Canadá e foi vencida por Emerson, seguido de Regazzoni. Scheckter e Lauda abandonaram. Para a última prova, nos Estados Unidos, novamente em Watkins Glen, Scheckter precisava da vitória, pois Emerson e Regazzoni estavam empatados com 52 pontos. Quem venceu foi o argentino Carlos Reutemann, com o brasileiro Pace em segundo, seguido de James Hunt e Emerson Fittipaldi, que se tornou bicampeão mundial de Fórmula 1. Regazzoni terminou em 11º e Scheckter não completou a prova.
Em 1975, Lauda não deu chance a ninguém. Fechou o ano com 64 pontos, 19 de vantagem para Emerson, que foi o vice-campeão, seguido por Reutemann, que somou 37 pontos. Nos anos 1970 morriam 2 pilotos por temporada e ao chegarem em Barcelona, para o GP da Espanha, os pilotos verificaram que os guard rails não haviam sido colocados de forma correta. Fittipaldi deu um ultimato  aos organizadores de que os pilotos não treinariam "enquanto o guard rail for peça decorativa". Os organizadores ameaçaram confiscar carros e equipamentos nos boxes forçando aos donos de equipes obrigarem seus pilotos a entrarem na pista. Emerson, Wilson Fittipaldi Júnior e Arturo Merzario tiveram coragem de ficar fora da pista. 1975 marcou a estreia da Copersucar-Fittipaldi, que disputou o campeonato de F1 até 1982. Este ano foi marcante para José Carlos Pace, que somou 24 pontos e conquistou sua primeira (e única) vitória, no Grande Prêmio do Brasil, em Interlagos, autódromo que hoje leva seu nome.
A temporada de 1976 começou muito boa para Lauda. Após 5 vitórias na primeira metade do ano, ele sofreu um terrível acidente no Grande Prêmio da Alemanha, e só sobreviveu graças a coragem de Arturo Merzario, Brett Lunger, Harald Ertl e Guy Edwards. Lauda, que passou 4 dias na UTI (tendo chegado até a receber a extrema-unção, em virtude de seu gravíssimo estado de saúde), lutou para recuperar a forma a tempo de disputar o Grande Prêmio da Itália, em Monza, onde chegou em quarto lugar. Alcançou o mesmo resultado na prova seguinte, no Canadá. Não marcou pontos nos EUA. Foi para a última prova no Japão, onde enfrentou um temporal que o fez resolver abandonar a prova, permitindo assim que James Hunt (McLaren) conquistasse seu único título por apenas um ponto de vantagem. Esta temporada marcou a saída de Emerson Fittipaldi da McLaren, indo ser piloto da Copersucar, abrindo mão de lutar por um possível terceiro título mundial. O brasileiro somou 3 pontos em 1976.
A mídia arrasou Lauda, chegando a dizer que ele havia se acovardado, mas ao conquistar o título de 1977, o bicampeonato, tornou-se maior novamente. Somou 72 pontos contra 55 de Jody Scheckter e 47 de Mario Andretti. Lamentavelmente, para os torcedores brasileiros, no dia 18 de Março de 1977, Pace sofreu um acidente fatal com seu monomotor ao retornar da fazenda de um amigo que faleceu também no acidente, em Mairiporã, na Grande São Paulo.
Em 1978, Lauda mudou-se para a Brabham, mas viu a Fórmula 1 ser dominada pela Lotus com seu inovador carro-asa que utilizava o efeito solo. Mario Andretti conquistou o título com 13 pontos de vantagem sobre seu companheiro de equipe, Ronnie Peterson. O "sueco voador" não terminou aquela temporada. Um acidente depois da largada do Grande Prêmio da Itália, em Monza, envolvendo vários carros o vitimou. O ano de 78 marcou a entrada do brasileiro Nelson Piquet na Fórmula 1, correndo pela equipe Ensign.
O título de 1979 foi disputado pelos pilotos da Ferrari, Jody Scheckter e Gilles Villeneuve que conquistaram 3 vitórias e 3 segundos lugares cada um, mas com vantagem para Scheckter, que somou 51 pontos contra 47 do canadense. O australiano Alan Jones somou 40 pontos, com 4 vitórias e 1 terceiro lugar e terminou o ano na terceira colocação. Ao final da temporada, Niki Lauda comunicou que estava se aposentando por não ter motivação para correr.

## Anos 1980 - A era McLaren-Williams e os tricampeonatos de Lauda e Piquet

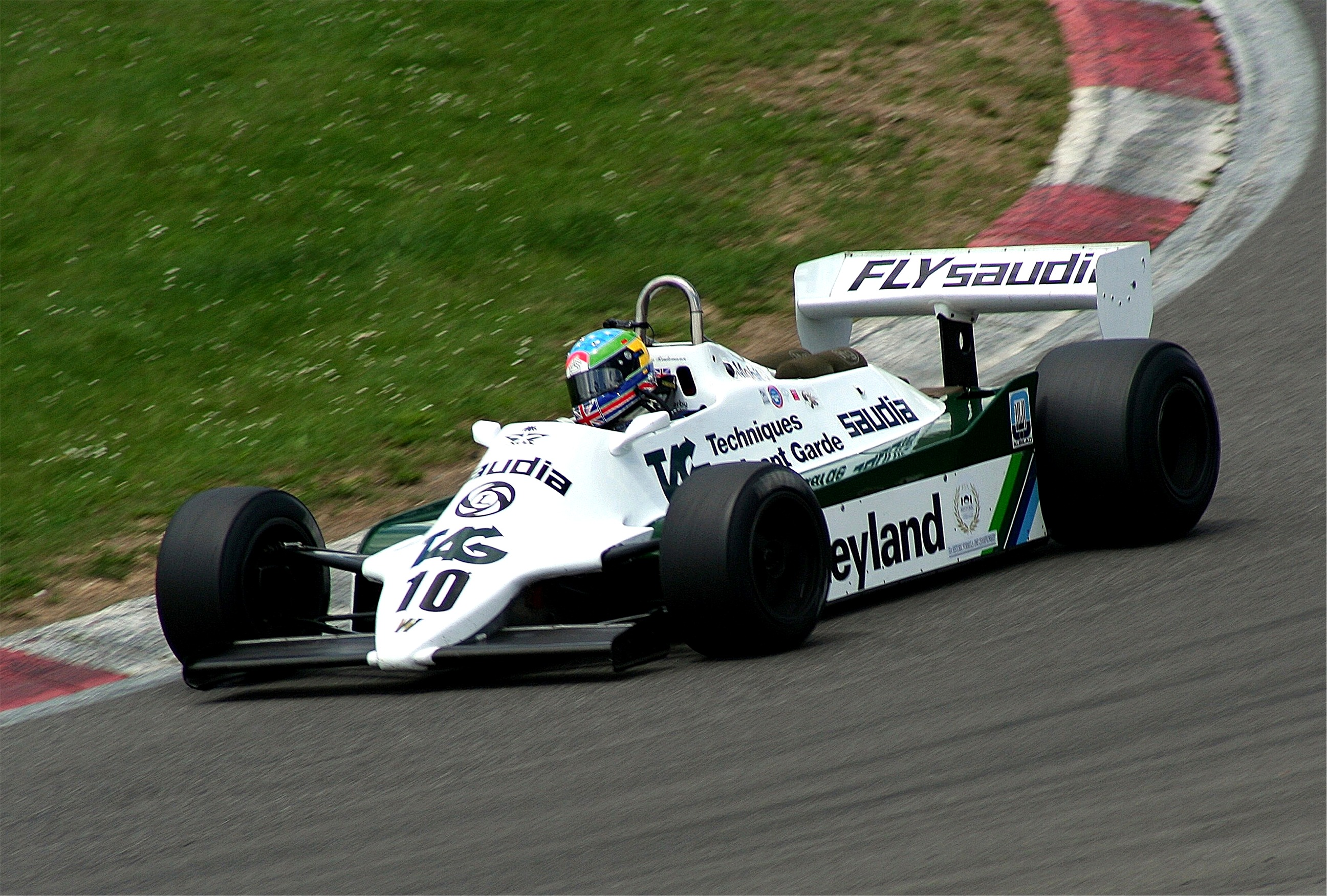
Carro da Williams usado em 1980.

Depois das emocionantes temporadas da década de 1970, chegou a década de 1980. A Williams e McLaren imperavam nas pistas, mas equipes tradicionais, como Lotus e Ferrari, começavam a sentir a crise. Tal período foi considerado um dos melhores da história da F-1. Em 1980, o australiano Alan Jones triunfou com a sua Williams. Em 1981, deu Nelson Piquet, competindo pela Brabham. 1982 foi um ano triste para alguns torcedores, devido aos acidentes fatais de Gilles Villeneuve e Riccardo Paletti. Mas o austríaco Niki Lauda, que havia se afastado da categoria depois de 1979, retornou, agora como piloto da McLaren. O finlandês Keke Rosberg surpreendeu e ganhou o campeonato com apenas uma vitória. Em 1983, Nelson Piquet sagra-se Bicampeão de F-1, e fez história tornando-se o primeiro piloto campeão do mundo da era com motores Turbo, com a Brabham-BMW. Em 1984, Lauda faturou o tricampeonato por apenas meio ponto de diferença sobre Alain Prost - se Prost tivesse vencido o Grande Prêmio de Mônaco (com mais da metade da corrida disputada), interrompido pela chuva, o francês seria campeão. Foi nessa temporada que surgiu Ayrton Senna, um dos maiores pilotos da história da categoria. Em 1985, Prost não deixa o título fugir. Em 1986, ele repete a dose, aproveitando o estouro do pneu do carro de Nigel Mansell. Em 1987, a disputa seria entre Piquet e o inglês. O Leão bateu forte em Suzuka, e não teve condições de correr. Piquet conquistou o tricampeonato.

### 1988-1989: o domínio da McLaren e a histórica disputa entre Senna e Prost
1988 e 1989 foram os "anos McLaren", pois Ayrton Senna, vindo da Lotus, e Alain Prost, que havia vencido em 85 e 86, reinaram absolutos. Em 1988, Senna conquistou seu primeiro título mundial numa temporada em que a McLaren venceu 15 das 16 provas disputadas. Apesar da supremacia da equipe, o ano foi marcado pelo duelo histórico entre os dois pilotos, com Senna vencendo oito corridas e Prost conquistando a vitória em sete provas. Senna chegou ao título na penúltima prova do campeonato, no Grande Prêmio do Japão, numa das suas maiores exibições de toda a sua brilhante carreira. O piloto brasileiro largou na pole position, mas teve problemas logo no início com o motor de seu carro. Este detalhe deixou Senna parado no grid por alguns segundos e o fez cair para a décima quarta posição, trazendo maior dramaticidade à disputa com Prost, que assumiu a liderança da corrida. Numa recuperação incrível, Senna ultrapassou seus adversários, alcançando a segunda posição na vigésima volta e tomando a liderança do piloto francês na vigésima oitava, conquistando o campeonato e inserindo seu nome definitivamente no hall dos maiores pilotos da história da Fórmula 1. Em 1989, Prost faturou o tricampeonato, igualando-se a Nelson Piquet, Jack Brabham, Jackie Stewart e Niki Lauda em número de títulos. O título do francês foi polêmico e também teve como palco o Grande Prêmio do Japão. Em nova disputa emocionante, ele e Senna bateram em uma curva, depois de uma fechada do francês, que tinha a vantagem na pontuação do campeonato e lucraria com o abandono de Senna. Enquanto Prost deixou a corrida, o piloto brasileiro se manteve na pista e venceu a prova, mas foi desclassificado por cortar caminho na chicane e ser empurrado pelos fiscais de prova. Com a desclassificação, a vitória ficou com o italiano Alessandro Nannini, da Benetton e o título ficou com Prost.

## Anos 1990

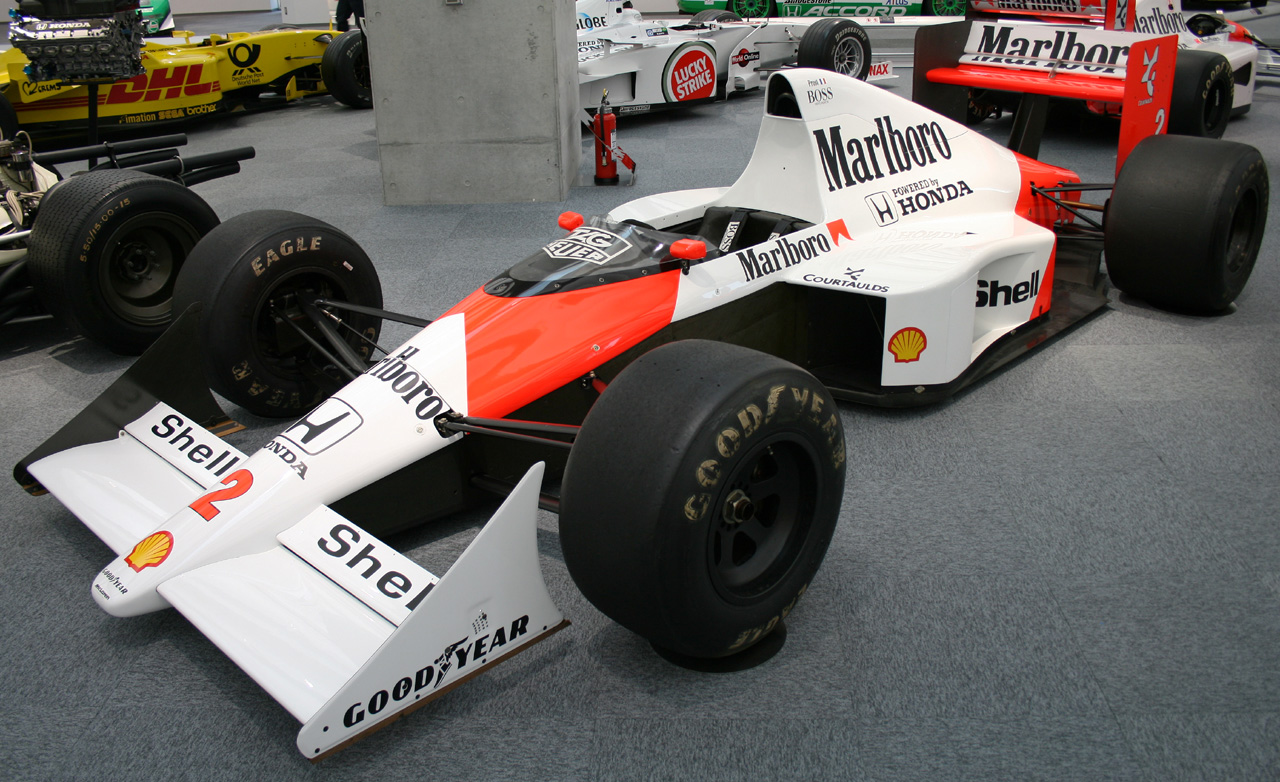
A McLaren de Prost, 1989.

### 1990-1993: duelos quentes
A década de 1990 foi um divisor de águas na F-1. Em 1990, Senna dá o troco em Prost, que estava na Ferrari. Ambos bateram, agora na largada do Grande Prêmio do Japão, e ficaram fora. Nelson Piquet venceu a prova, com Roberto Pupo Moreno em segundo, e Aguri Suzuki, da Larrousse, chegou em terceiro lugar, melhor resultado de um piloto japonês na F-1. Em 1991, deu Senna novamente mesmo sem ter um carro tão bom quanto a Williams/Renault. Nesse ano, surgiu aquele que seria o maior recordista da categoria, Michael Schumacher, substituindo o belga Bertrand Gachot, preso por ter se envolvido em uma briga com um taxista em Londres. Outro fato importante nessa temporada, foi o surgimento do "Benneton tubarão"  que viria ser a tendência aerodinâmica de todos os carros da F1 nos anos seguintes. Em 1992, Nigel Mansell consegue o título, e se manda para correr na CART, se sagrando campeão. Já em 1993, Alain Prost, depois de se licenciar para uma fracassada passagem como piloto de teste da Ligier em 1992, se tornando comentarista. Em seguida assumiu o cockpit da poderosa Williams e se torna tetracampeão da F1, encerrando definitivamente sua vitoriosa carreira como um dos melhores de todos os tempos.

### 1994 - A morte de Senna e o começo da Era Schumacher
1994 é considerado o annus horribilis da Fórmula 1 por causa de inúmeros acidentes. Em San Marino, ocorreu o chamado "Fim de semana negro". Na sexta-feira, Rubens Barrichello, da Jordan-Hart, sofreu um forte acidente na Variante Bassa, e foi impedido de correr, sendo substituído por Andrea De Cesaris. No sábado, Roland Ratzenberger, piloto da Simtek, roda na curva Villeneuve, e bate brutalmente no muro. Ele morreu pouco tempo depois. Na corrida, outro acidente assustou a torcida: o português Pedro Lamy espatifou a sua Lotus na Benetton de Jyrki Järvilehto, mas os dois saíram ilesos. Oito torcedores ficaram feridos após serem atingidos por um pneu que voou por sobre a arquibancada. Mas os torcedores esperavam o pior: Ayrton Senna, que abria distância frente a Schumacher, perde o controle da Williams (após uma falha mecânica, provavelmente a quebra da barra de direção, que fez com que o carro passasse direto na curva, chocando-se com o muro. Com o impacto, a suspensão dianteira direita se partiu, e a ponta do triângulo do braço da suspensão o atingiu na têmpora) e bate violentamente na curva Tamburello. O brasileiro sofreu ferimentos graves, e foi internado no Hospital Maggiore de Bolonha. Porém, o tricampeão faleceu. As comunicações no circuito entraram em colapso, permitindo que o piloto francês Érik Comas, da Larrousse, deixasse o pit-stop e retornasse à corrida quando ela já havia sido interrompida. Comas (ex-piloto da Ligier e campeão da Fórmula 3000 em 1990) somente entendeu o que estava acontecendo quando os fiscais de pista mais próximos ao acidente tremularam nervosamente suas bandeiras vermelhas indicando-lhe a situação, o helicóptero estava parado na pista logo depois da curva Tamburello, onde Senna havia batido sua Williams, uma curva que é feita a cerca de 300 km/h. Se não fosse a atitude dos fiscais ao balançarem as bandeiras vermelhas(prova interrompida), Comas vindo na curva tamburello a mais de 300 km/h, não conseguiria frear e poderia ter batido no helicóptero. O experiente italiano Michele Alboreto se atrapalha nos boxes, e o pneu traseiro esquerdo de sua Minardi escapa, se chocando contra os mecânicos da Ferrari e ferindo um da Lotus. O terror parecia continuar quando Karl Wendlinger, da Sauber, bateu na saída do túnel em Mônaco. O austríaco ficou em coma, se recuperou, mas não voltou. A FIA desconfiava de irregularidades na Benetton, mas não tinha provas para desclassificá-la, e de forma não muito comum desclassificou Schumacher na Inglaterra por ter se recusado a parar para um stop-and-go devido ter ultrapassado o pole position na volta de apresentação, depois o desclassificou na Bélgica (por irregularidade no fundo do carro), e o suspendeu por mais duas corridas (Itália e Portugal) devido o episódio da Inglaterra.(no grande prêmio da Alemanha,já na metade da temporada,um incêndio durante o pit-stop do piloto Jos Verstappen confirmou que a equipe retirou secretamente o filtro de segurança da mangueira de reabastecimento,o que diminuía o tempo necessário para o pit-stop. Isso explica como o piloto Michael Schumacher no grande prêmio do Brasil,na abertura da temporada,conseguiu entrar para o primeiro pit-stop atrás do piloto Ayrton Senna e sem nenhum erro por parte dos mecânicos do piloto brasileiro,ele consegue sair em primeiro,o que fez Ayrton persegui-lo a tal ponto que Senna roda sozinho na subida da junção em Interlagos, na parte final do GP e abandona a corrida). O alemão da Benetton chegou à Austrália com um ponto de vantagem sobre Damon Hill, da Williams. Os dois bateram, e ficaram fora e Schumacher ficou com o título. Nigel Mansell, que voltara da Indy, venceu a corrida. Ao fim dessa temporada, duas equipes se despediram melancolicamente: a Larrousse, que somou dois pontos, e a Lotus, que após 36 anos de trabalho, teve um fim indigno, não marcando nenhum ponto, ficando à frente apenas da fraca Simtek.

### 1995-1999: o bicampeonato de Schumacher, os títulos de Damon Hill e Jacques Villeneuve, o bicampeonato de Mika Häkkinen e a quebra do jejum de títulos da Ferrari
Já em 1995, Schumacher ganhou o bicampeonato com relativa facilidade, mesmo tendo um carro ligeiramente inferior a Williams. Em 1996, deu Damon Hill, e o herdeiro de Graham Hill se tornou o primeiro filho de um campeão a repetir o feito do pai. Em 1997, Jacques Villeneuve, da Williams, faturou seu primeiro título na categoria. Em 1998 e 1999, a McLaren voltou com tudo. Mika Häkkinen venceu as duas temporadas por pequenas vantagens sobre Schumacher e Eddie Irvine. Neste último ano, os pilotos da McLaren tiveram inúmeros problemas, e a Ferrari encerrou o jejum de dezesseis anos sem um mundial de construtores.

## Anos 2000: novos tempos

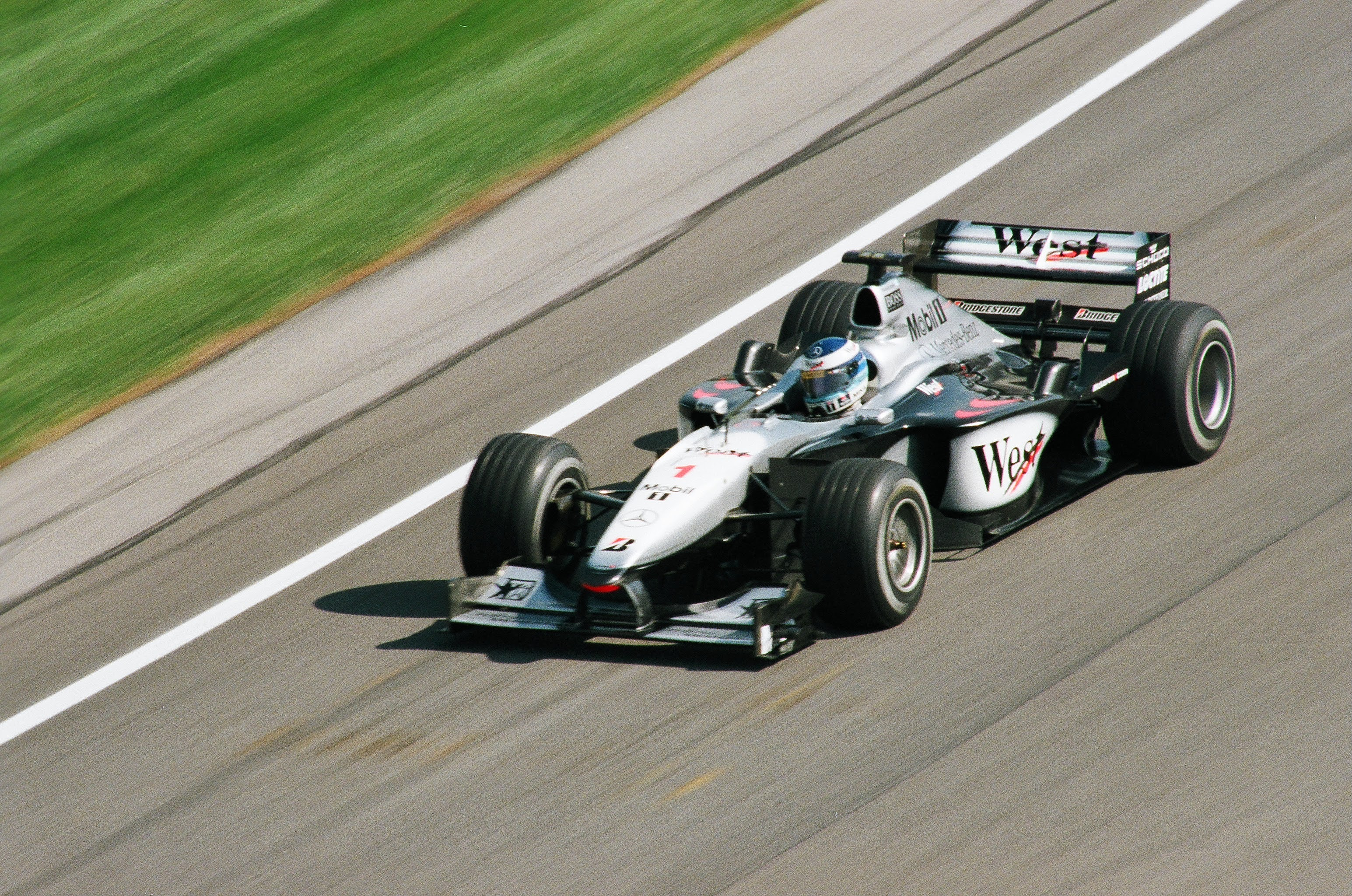
McLaren pilotada por Mika Häkkinen, em 2000.

### 2000-2004: Domínio de Schumacher e da Ferrari
Entre 1998 e 2004, a "Era Schumacher" chegou ao auge, pois o germânico ganhou cinco campeonatos seguidos. Em 2000, num duelo com Mika Häkkinen, e em 2001 e 2002 sem adversários nas pistas. Em 2003 Schumacher sofreu. Kimi Räikkönen da McLaren, e Juan Pablo Montoya da Williams, duas promessas da nova geração, ameaçavam o reinado do ferrarista. Porém, nos EUA, Montoya foi punido com stop and go por ter batido no carro de Rubens Barrichello, prejudicando seu desempenho no final da corrida, e somente Räikkönen tinha chances de bater Schumacher no Japão. No entanto, em Suzuka Kimi não teve carro para bater Rubens Barrichello na Ferrari, e Schumacher, irreconhecível, teve dificuldades para passar Sato e Da Matta, chegou em 8ºlugar, mas acabou vencendo o campeonato por dois pontos. Em 2004, Schumacher não teve adversários, venceu 13 corridas.

### 2005-2006: Alonso e Renault no topo
Em 2005 e 2006, Fernando Alonso, da Renault, garantiu o título, dando à Espanha o bicampeonato. 2005 foi também o ano de despedida de duas equipes tradicionais: a Minardi e a Jordan, que por pouco não protagonizaram um pódio histórico nos EUA, se Schumacher e Rubens Barrichello abrissem mão da vitória. Em 2006, Felipe Massa,substituto de Rubinho, venceu pela primeira vez. Três equipes estrearam nessa temporada: Super Aguri, S.T.R. e Midland. Foi também no certame de 2006 que Michael Schumacher se despediu após ter batido quase todos os recordes - apenas o de maior número de corridas não foi quebrado.

### 2007: um duelo histórico
A temporada de 2007 foi uma das mais disputadas da história recente da categoria. Lewis Hamilton, estreante e primeiro piloto negro da história da F-1, conseguiu ser o piloto sensação da temporada, liderando a maior parte do tempo o campeonato de pilotos. Porém, nos GPs da China e do Brasil, os dois últimos, o jovem inglês cometeu dois erros que lhe custaram o título. Kimi Räikkönen, de forma inesperada, conquistou seu primeiro título mundial por uma diferença de apenas um ponto sobre Hamilton e Alonso. A temporada foi marcada também pelo caso de espionagem feita pela equipe McLaren sobre a Ferrari, que resultou na perda de todos os pontos da equipe McLaren, além de ter corrido o risco de ser excluída do campeonato. Felipe Massa ficou na quarta posição do campeonato.

### 2008: Brasil de volta à disputa do título
O campeonato de 2008 foi muito disputado, com boa performance de pilotos novatos, com destaque para Sebastian Vettel, da Scuderia Toro Rosso, que se tornou o piloto mais jovem a vencer um GP da categoria (Itália 2008). Nesse ano, houve melhora na performance de equipes como STR, Renault e Toyota, que podem figurar entre as grandes equipes em 2009.
A decisão aconteceu em Interlagos, onde Felipe Massa e Hamilton duelaram, até os últimos metros pelo título.
A decisão foi até a última volta. Felipe Massa precisava vencer e fez sua parte. Com a vitória de Felipe, Hamilton não podia chegar em posições inferiores ao quinto lugar. No final da prova, choveu mais forte. Todos trocaram pneus, menos Timo Glock, que passou Hamilton, e deixou o inglês segurando a pressão de Sebastian Vettel, com sua STR.
Vettel ultrapassa Hamilton, mas, na última curva, Glock, com pneus slick, "patinava", e com dificuldades visíveis de manter o carro na pista. Hamilton passou Timo, foi para o 5º lugar e conquistou seu primeiro título mundial por apenas 1 ponto de diferença.
O heptacampeão Michael Schumacher, em entrevista, disse que nunca viu corrida tão emocionante como a de Interlagos em 2008.
Esta temporada se revelou equilibrada entre grandes equipes como Ferrari, McLaren e Renault, que veio se recuperando no fim do campeonato. Não devem ser esquecidos os diversos problemas de Kimi Raikkonen e erros grotescos da Ferrari, que custaram o campeonato de Massa.
Nelsinho Piquet conquistou bons resultados na segunda metade do campeonato. No entanto o herdeiro de Nelson Piquet teve sua carreira manchada na Formula 1, quando ao final da temporada foi revelada uma conspiração da equipe Renault, na qual ele confessou ter batido propositadamente (cumprindo ordens do chefe da equipe, Flavio Briatore, e o engenheiro chefe, Pat Symonds) na corrida de Cingapura, dando assim a vitória ao seu companheiro Fernando Alonso.
Este ano marcou a aposentadoria do inglês David Coulthard, que abandonou logo na largada do GP de Interlagos, e marcou a quebra do recorde de corridas disputadas, pertencente a Rubens Barrichello.

### 2009: a temporada das surpresas
O ano de 2009 foi marcado pela redenção do inglês Jenson Button, que havia perdido seu lugar com a saída repentina da Honda. Entretanto, Ross Brawn, que já havia trabalhado com Button e Rubens Barrichello em 2008, comprou o espólio da equipe japonesa, rebatizou com seu sobrenome, e utilizando de uma brecha no regulamento construiu um carro com difusor duplo. Os motores dos carros eram da Mercedes-Benz, e na Austrália, Button teve um começo avassalador, quebrado somente no GP da China, vencido pelo alemão Sebastian Vettel, da RBR.
Este foi também o ano da última vitória de um piloto brasileiro na categoria (até então) conquistada por Rubens Barrichello. O piloto da Brawn GP que no mesmo ano já havia vencido em Valência (Espanha) venceu também o Grande Prêmio da Itália em Monza encerrando até aqui o ciclo de vitórias de pilotos brasileiros na categoria.
Além da Brawn GP e da RBR, merece destaque a ascensão da Force India, que equipado com motor Mercedes, fez um campeonato sem grandes erros como em 2007 (ainda com o nome Spyker) e 2008. Giancarlo Fisichella conquistou a primeira pole, o primeiro pódio e os primeiros pontos da equipe de Vijay Mallya, no GP da Bélgica. Adrian Sutil, companheiro de Fisico, também fez uma temporada acima das expectativas. O mesmo não se pode dizer de Luca Badoer, piloto de testes da Ferrari, que após dez anos sem correr uma etapa da categoria, acabou sendo escolhido para suceder Felipe Massa, afastado após sofrer grave acidente na Hungria, ao ser atingido por uma mola do carro de Rubens Barrichello. Badoer não conseguiu pontuar e Fisichella assumiu o posto, realizando seu sonho de pilotar um carro da Scuderia.

## Anos 2010

### 2010: o retorno de Schumacher e um campeonato bem disputado
O ano de 2010 foi marcado pelo retorno de Michael Schumacher e o retorno do nome Senna na Fórmula 1, surgiram três novas equipes (Hispania Racing Team, Virgin - atual Marussia F1 Team - e o retorno humilde da Lotus (futura Caterham F1 Team). O campeonato começou forte com uma dobradinha da Ferrari no GP do Barein,  durante o ano a McLaren usou o duto frontal para ganhar de 5 a 10 km/h a mais nas retas isso foi copiado por todas as equipes; Rubens Barrichello foi para a Williams, que trocou o motor Toyota pelo Cosworth, e no meio do ano foi proibido o jogo de equipe após o jogo de equipe da Ferrari depois que o diretor Stefano Domenicali ordenou que Felipe Massa deixasse Fernando Alonso passar.
No GP do Brasil, Sebastian Vettel precisava vencer para estar na disputa do título na última corrida do campeonato. Na etapa de Abu Dhabi, Vettel - que antes da corrida era o terceiro colocado - acabou sagrando-se campeão, com uma pequena ajuda de Vitaly Petrov (Renault F1), que acabou segurando a pressão de Alonso nas últimas voltas. Foi também o último ano da Bridgestone como fornecedora oficial de pneus da Fórmula 1, dando lugar à Pirelli.
A disputa de ultrapassagem mais acirrada do campeonato foi o duelo com a "faca nos dentes" de Barrichello com Schumacher no GP da Hungria, no qual o piloto brasileiro fez uma ultrapassagem sobre o heptacampeão, sendo pressionado contra o muro do pit-lane e na saída dos boxes.
Foi ainda o último ano dos difusores duplos soprados, artifício que fora muito bem desenvolvido por Newey nos carros da Red Bull Racing.

### 2011-13: os anos de supremacia de Vettel e o retorno do KERS
2011 foi um ano marcado pelo domínio de Vettel e o retorno do KERS e a adição da asa traseira móvel, foi proibido o duto frontal e a liberação do jogo de equipe. Vettel permaneceu na liderança do campeonato durante o ano todo. O piloto alemão ainda conquistaria 2 títulos, em 2012 e 2013, sagrando-se tetracampeão da F-1, empatando em número de títulos com Alain Prost.

### 2014-: o domínio da Mercedes e o acidente fatal de Bianchi
Na temporada de 2014, Nico Rosberg e Lewis Hamilton polarizaram a disputa pelo título de pilotos. Além deles, o único piloto a vencer corridas foi o australiano Daniel Ricciardo (Red Bull Racing), que conquistaria 3 vitórias.
Este campeonato foi marcado, ainda, pelo violento acidente envolvendo o francês Jules Bianchi, da Marussia; na volta 41 do Grande Prêmio do Japão, o MR03 de Bianchi saiu da pista e bateu violentamente em um guincho que retirava o Sauber C33 do alemão Adrian Sutil. Levado ao Hospital Geral de Mie, o francês foi transferido ao Hospital Universitário de Nice, sua cidade natal, permanecendo 9 meses em coma. Ele não resistiu e faleceu em 17 de julho de 2015, tornando-se o primeiro piloto a morrer na Fórmula 1 desde Ayrton Senna, em 1994.
Em 2015, Hamilton liderou o campeonato desde a abertura e tornou-se campeão com antecipação de três corridas ao vencer nos Estados Unidos.
Em 2016, Rosberg venceu as quatro primeiras corridas da temporada (Austrália, Barém, China e Rússia). No Grande Prêmio da Espanha, Hamilton tentou dar o troco na saída da curva três, mas Nico fechou a porta e Hamilton acabou saindo da pista, perdendo o controle e batendo no alemão e acabou colocando as duas Mercedes fora da prova e mais uma vez disputando o título com o companheiro de equipe, desta vez Rosberg sagrou-se campeão mundial ao chegar em segundo lugar na última corrida em Abu Dhabi e se tornar o segundo filho de campeão a levar o título na história da Fórmula 1 igual ao pai, Keke Rosberg (1982).
Em 2017, a disputa da Formula 1 começaria novamente. A disputa pelo titulo teria mais uma vez Lewis Hamilton (Mercedes), lutando com Sebastian Vettel(Ferrari). Foi a primeira vez que a Mercedes GP teve um concorrente direto na disputa do campeonato, já que de 2014 a 2016 a disputa era caseira na Mercedes (Hamilton × Rosberg). Dentro da Fórmula, não acontecia uma disputa entre diferentes equipes desde a temporada de 2013 (que sagrou Sebastian Vettel tetracampeão consecutivo, 2010-13). O GP da Australia foi vencido por Vettel, com Lewis Hamilton em segundo e Valtteri Bottas em terceiro. Com esse resultado percebeu-se que a temporada seria muito disputada e teria a volta de um duelo de pilotos de diferentes equipes. No Grande Prêmio da China, Lewis venceu e Sebastian chegou sem segundo, e o campeonato ficou empatado entre Hamilton e Vettel. O Grande Prêmio do Barém foi vencido pelo alemão, com o inglês em segundo. O Grande Prêmio da Rússia foi vencido por Valtteri Bottas, que conquistava sua primeira vitória na F1, Vettel em segundo e Hamilton em quarto. Lewis vence na Espanha e Sebastian chega em segundo. No Grande Prêmio de Mônaco a Ferrari conquistou sua primeira dobradinha, com o alemão em primeiro, Hamilton teve problemas na classificação e não conseguiu mais do que um sétimo lugar no apertado Circuito de Mônaco. Lewis voltou ao triunfo no Grande Prêmio do Canadá, com o rival do campeonato chegando apenas em quarto, o que amenizava o prejuízo de Mônaco. No Azerbaijão, Ricciardo venceu, com Lewis e Vettel chegando em quinto e quarto respectivamente. Na Áustria, Bottas venceu mais uma, Hamilton chegou apenas em quarto e o lider do mundial em segundo. Na Inglaterra, o flecha de prata corria em casa, e venceu a prova, com Vettel chegando apenas em sétimo depois de um pneu furado na ultima volta. O inglês estava agora a 1 ponto de se igualar ao alemão no campeonato, mas na Hungria a Ferrari deu o troco e conseguiu mais uma dobradinha, com o carro número 5 na primeira posição, o piloto da Mercedes chegou apenas em quarto, seu companheiro subiu ao pódio. Depois das férias do meio de temporada, Lewis Hamilton venceu na Belgica e Na Itália, e assumiu a liderança do campeonato por 3 pontos. No Grande Prêmio de Singapura o alemão da Ferrari foi pole, mas depois de um toque na largadam entre Vettel,Kimi e Verstappen, os três foram forçados a abandonar a prova, e o inglês que havia largado em quinto, pulou para a ponta logo nas primeiras curvas depois de uma excelente corrida e foi o vencedor deste Grande Prêmio, a liderança do mundial aumentava para 28 pontos. Na Malásia, Hamilton foi segundo, e Vettel que teve de largar de ultimo chegou em quarto, a vantagem no campeonato subia para 34 pontos. No Japão, Lewis voltou ao triunfo e Sebastian Vettel teve que abandonar antes de décima volta por problema de vela. A liderança do britanico dava um salto de 34, para 59 pontos. Nos EUA Hamilton venceu com conforto e o seu rival foi segundo, e a liderança subiu mais 7 pontos ( de 59, para 66 pontos). No México, Lewis Hamilton assegurou o quarto titulo na Formula 1 com 56 pontos de vantagem (com 50 ainda a serem disputados) com um nono lugar, o seu concorrente foi quarto, mas não foi suficiente para manter a luta viva. Lewis foi campeão com duas provas de antendência.

## Os melhores pilotos de Fórmula 1 de todos os tempos

### Autosport
Em dezembro de 2009 a revista inglesa Autosport publicou uma lista com os melhores pilotos de todos os tempos, sendo a eleição feita pelos próprios pilotos. A revista consultou 217 pilotos que passaram pela categoria.
1. Ayrton Senna
2. Michael Schumacher
3. Juan Manuel Fangio
4. Alain Prost
5. Jim Clark
6. Jackie Stewart
7. Niki Lauda
8. Stirling Moss
9. Fernando Alonso
10. Gilles Villeneuve
11. Nigel Mansell
12. Emerson Fittipaldi
13. Nelson Piquet
14. Jochen Rindt
15. Mika Hakkinen
16. Alberto Ascari
17. Lewis Hamilton
18. Jack Brabham
19. Ronnie Peterson
20. Mario Andretti
21. Graham Hill
22. Kimi Raikkonen
23. John Surtees
24. James Hunt
25. Keke Rosberg
26. Sebastian Vettel
27. Jose Froilan Gonzalez
28. Dan Gurney
29. François Cevert
30. Jenson Button
31. Alan Jones
32. Giuseppe Farina
33. Phil Hill
34. Carlos Reutemann
35. Stefan Bellof
36. Clay Regazzoni
37. Gerhard Berger
38. Jean Behra
39. Riccardo Patrese
40. Jacky Ickx

### The Times
A revista The Times também fez sua eleição:
1. Jim Clark
2. Ayrton Senna
3. Michael Schumacher
4. Alain Prost
5. Jackie Stewart
6. Juan Manuel Fangio
7. Stirling Moss
8. Fernando Alonso
9. Nigel Mansell
10. Mika Hakkinen
11. Alberto Ascari
12. Graham Hill
13. Kimi Raikkonen
14. Niki Lauda
15. Nelson Piquet
16. Jenson Button
17. James Hunt
18. Jochen Rindt
19. Gilles Villeneuve
20. Jack Brabham
21. Lewis Hamilton
22. Emerson Fittipaldi
23. Alan Jones
24. Keke Rosberg
25. Jacques Villeneuve
26. Mike Hawthorn
27. Mario Andretti
28. Bruce McLaren
29. John Surtees
30. Juan Pablo Montoya
31. Damon Hill
32. Denny Hulme
33. David Coulthard
34. Didier Pironi
35. Ronnie Peterson
36. Felipe Massa
37. Jody Scheckter
38. Rubens Barrichello
39. Jacky Ickx
40. Carlos Reutemann
41. Tony Brooks
42. Phil Hill
43. Giuseppe Farina
44. Jo Siffert
45. Lorenzo Bandini
46. Gerhard Berger
47. Dan Gurney
48. Clay Regazzoni
49. Peter Collins
50. Michele Alboreto